# TBC週刊地震防災セミナー
TBC週刊地震防災セミナー（ティービーシーしゅうかんじしんぼうさいセミナー）は東北放送（TBCラジオ）で毎週1回放送されている防災教育の番組である。

## 概要
1978年の宮城県沖地震や1995年の阪神・淡路大震災を教訓として、東北放送ではリスナーに巨大地震や津波に対しての備えを呼び掛けるために、防災教育番組を編成し、宮城県を中心とした東北地方で取り組んでいる防災の取り組み、また最近の地震のメカニズムの分析や、「東北地方週間地震概況」（原則として毎週金曜日に仙台地方気象台より発表）を基とした1週間の地震発生回数の数値報告をしている。2011年の東日本大震災時は生活支援情報などを中心に放送していたが、2012年以後は震災やそれに付随して起きた大津波や福島第一原子力発電所の被爆事故からの復旧・復興へ向けた取り組みも取材している。
2014年4月度改編時の放送時間は、月曜日の「Goodモーニング・根本です」内・午前8:30頃の「ディ・クリック」コーナーで放送されている。パーソナリティーは根本宣彦。